# Journal of the Natural History and Science Society of Western Australia
Journal of the Natural History and Science Society of Western Australia (abreviado J. Nat. Hist. Sci. Soc. Western Australia) fue una revista con ilustraciones y descripciones botánicas que fue editada en Perth por la Royal Society of Western Australia en los años 1910-1914. Fue precedida por Journal of the Western Australia natural history society y reemplazada por Journal and Proceedings of the Royal Society of Western Australia.